# Секу (Нямц)
Секу (рум. Secu) — село у повіті Нямц в Румунії. Адміністративно підпорядковане місту Біказ.
Село розташоване на відстані 282 км на північ від Бухареста, 26 км на захід від П'ятра-Нямца, 119 км на захід від Ясс.

## Населення
За даними перепису населення 2002 року у селі проживали 122 особи, усі — румуни. Усі жителі села рідною мовою назвали румунську.